# Zapovednik Issyk-Koel
Zapovednik Issyk-Koel of Zapovednik Ysyk-Köl (Russisch: Иссык-Кульский государственный заповедник; Kirgizisch: Ысык-Көл мамлекеттик коругу) is een strikt natuurreservaat gelegen in Oblast Ysykköl van Kirgizië.

## Kenmerken
De oprichting tot zapovednik vond plaats op 10 december 1948 per besluit (№ 1205/1948) van de Raad van Ministers van de Kirgizische SSR en is daarmee de oudste zapovednik van het land. Het reservaat heeft een oppervlakte van 196,61 km², verdeeld over twaalf clusters en bestaat sinds de opname van het gebied onder de Conventie van Ramsar van 1976 in zijn huidige omvang. De twaalf clusters van Zapovednik Issyk-Koel liggen verspreid rondom het Issyk Koelmeer, welke gelegen is op een hoogte van 1.609 meter boven zeeniveau. In september 2001 werd het gebied per beslissing van het Internationaal Coördinerend Comité van UNESCO toegevoegd aan de lijst met biosfeerreservaten (MAB). Als gevolg hiervan ligt Zapovednik Issyk-Koel in de kernzone van Biosfeerreservaat Issyk-Koel.
De westelijke delen van het reservaat bestaat uit rotsachtige, spaarzaam begroeide woestijnen met onder meer alsem. Dichter bij de oevers van het Issyk Koelmeer en langs de loop van rivieren groeien veel zout-tolerante gewassen. De oostelijke clusters bestaan uit droge steppe met vedergrassen en zwenkgrassen. Langs de vochtige en warme kustgebieden groeien ook bosschages met populieren, iepen, duindoorns, zuurbessen, tamarisken en wilde rozen. In totaal zijn er circa 250 soorten vaatplanten geïdentificeerd in het gebied.

## Dierenwereld
De belangrijkste taak van het reservaat is het beschermen van de watergebieden aan de kust van het Issyk Koelmeer en de bescherming van vogels. Ieder jaar overwinteren er 40.000 à 60.000 watervogels in het gebied. Vogelsoorten die hier overwinteren zijn de wilde zwaan (Cygnus cygnus), knobbelzwaan (Cygnus olor), krooneend (Netta rufina) en brilduiker (Bucephala clangula). Soorten die er in de trekperiode passeren zijn bijvoorbeeld de pijlstaart (Anas acuta), zomertaling (Anas querquedula), jufferkraanvogel (Anthropoides virgo) en soms ook de zeldzame witkopeend (Oxyura leucocephala). In de stenige woestijngebieden in het westen van het reservaat zijn ook steppehoenders (Syrrhaptes paradoxus) en kleine kortteenleeuweriken (Calandrella rufescens) te vinden. Zoogdieren die er leven zijn onder meer de steppebunzing (Mustela eversmanni), tolaihaas (Lepus tolai), Aziatische das (Meles leucurus) en wezel (Mustela nivalis).
...
Issyk-Koel · 
Karatal-Ǧapyryk · 
Sary-Čelek · 
Saryčat-Ertaš
...